# ماكس باركر
ماكس باركر (بالإنجليزية: Max Parker)‏ هو مخرج فني أمريكي، ولد في 12 يوليو 1882 في بريسكوت في الولايات المتحدة، وتوفي في 8 يوليو 1964 في توررانسي في الولايات المتحدة.

## وصلات خارجية
- ماكس باركر على موقع IMDb (الإنجليزية)
- ماكس باركر على موقع أول موفي (الإنجليزية)
- ماكس باركر على موقع قاعدة بيانات الفيلم (الإنجليزية)